# Goldman Glacier
Goldman Glacier är en glaciär i Antarktis. Den ligger i Östantarktis. Nya Zeeland gör anspråk på området. Goldman Glacier ligger 1 295 meter över havet.
Terrängen runt Goldman Glacier är varierad. Goldman Glacier ligger uppe på en höjd. Trakten är obefolkad. Det finns inga samhällen i närheten. 